# عين غرابة
عين غرابة إحدى بلديات دائرة المنصورة بولاية تلمسان الجزائرية.

## السكان
يتوزع سكان البلدية بين عاصمة البلدية مدينة عين غرابة ومجموعة من القرى :
- 1-قرية المطمر محل البلدية ( غرابة ).
- 2-قرية بوحسون .
- 3-قرية الولجة .
- 4-قرية حفير (دار الزرع).
- 5-قرية القنطرة (تيرملي).
- 6-قرية تيغزة.
- 7-قرية تل تيرني.
- 9-قرية أولاد بونوار.
- 10-قرية غار بو معزة.
- 11-قرية دار معمر .
- 12-قرية السهب
- 13-قرية بوفايلة .